# دیرک هولدورف
دیرک هولدورف (انگلیسی: Dirk Holdorf؛ زادهٔ ۳ سپتامبر ۱۹۶۶) بازیکن فوتبال اهل آلمان است.
از باشگاه‌هایی که در آن بازی کرده‌است می‌توان به باشگاه فوتبال آینتراخت برانشوایگ اشاره کرد.